# Acacia amanda
Acacia amanda är en ärtväxtart som beskrevs av Gregory John Leach. Acacia amanda ingår i släktet akacior, och familjen ärtväxter. Inga underarter finns listade i Catalogue of Life.